# 帕米爾高原

帕米爾高原的位置

帕米爾高原，古稱蔥嶺（「其山高大，上生蔥」），是古代中國和地中海各國的陸上通道絲綢之路之必經之地。地處亞洲中部，位於中國、塔吉克斯坦和阿富汗的邊境上。是昆仑山、喀喇昆仑山、兴都库什山和天山交会的巨大山结。面积约10万平方公里。 高原最高峰爲中國境內的公格爾山（7649米）。帕米爾高原也是亞洲主要山脈的匯集處，包括喜馬拉雅山、興都庫什山等五大山脈，號稱中亞屋脊。帕米爾高原中西部為塔吉克斯坦管轄，東部為中國管轄，南部瓦罕帕米爾為阿富汗管轄。

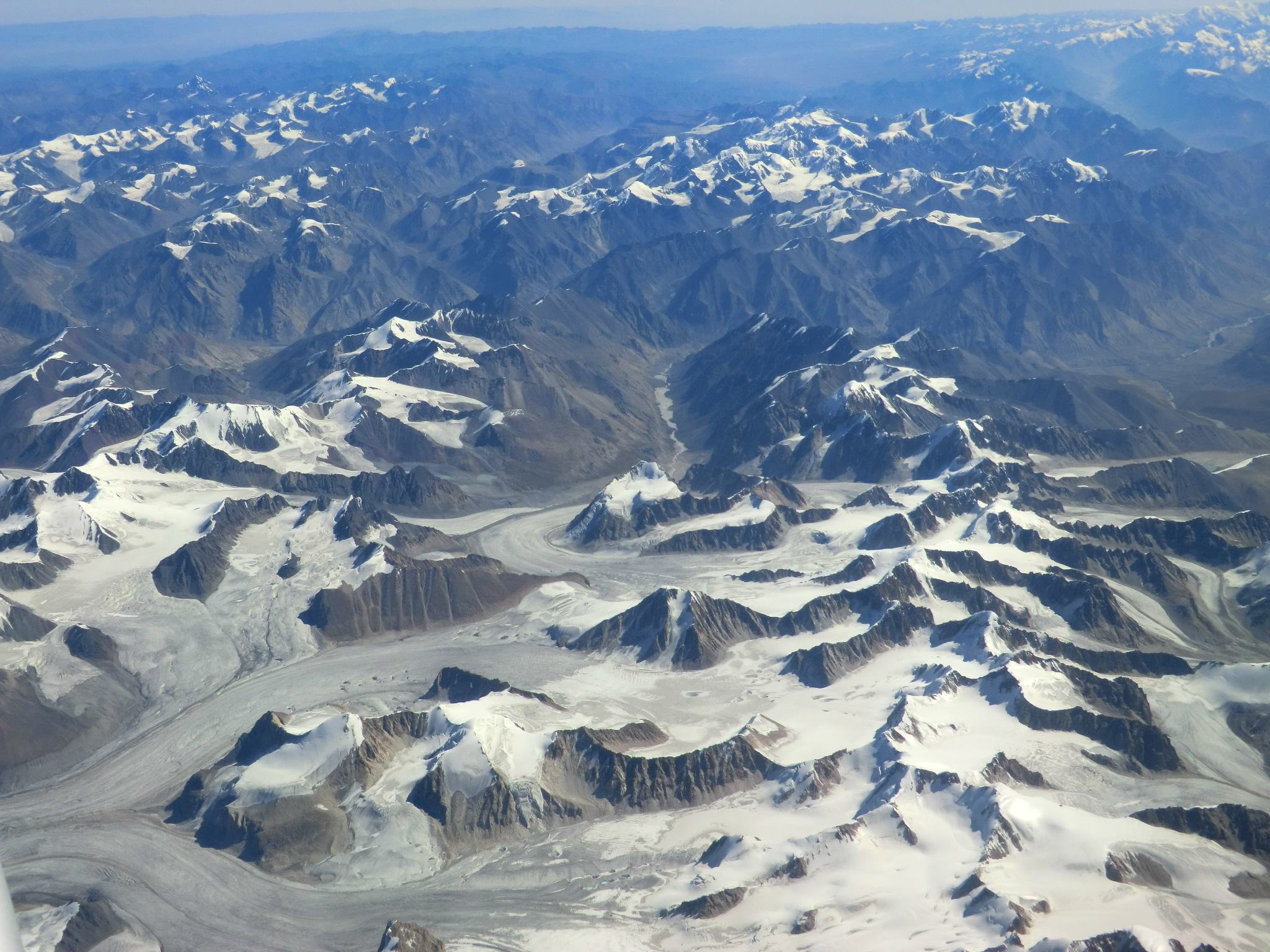
帕米爾高原景致

## 地理
帕米尔高原不是一个平坦的高原面，而是由几组山脉和山脉之间宽阔的谷地和盆地构成。根据地形特点，帕米尔高原在萨烈兹湖西北被南北走向的科学院山分为东西两部分。东帕米尔地形较开阔坦荡，由两条西北—东南方向的山脉和一组河谷湖盆构成，绝对高度5000米～6000米，相对高度不超过1000米～1500米，山体浑圆，山脉被宽浅的河谷分割，在海拔4000～5000米高处有冰碛平原和荒漠平原。西帕米尔则由若干条大致平行的东北—西南方向的山脉谷地构成，地形相对高差大，以高山深谷为特征。西帕米尔主要是强烈切割的高山地形，山脉的相对高度为2000～3500米，河谷窄而深，山脊高出谷底达 3000～4000米，具有永久积雪和冰川的阿尔卑斯型山脉与深邃的峡谷交错分布，各种冰川地形广泛发育。
根据地形特点，帕米尔高原分为东西两部分：东帕米尔的地形较开阔坦荡，由两条西北—东南方向的积雪的山脉和一组河谷湖盆构成，海拔的绝对高度5000米～6000米。相对高度不超过1000米～1500米；西帕米尔则由若干条大致平行的东北—西南方向的山脉谷地构成，地形相对落差大，以高山深谷为特征。

## 氣候
帕米尔高原属严寒的强烈大陆性高山气候，特别是东帕米尔的大陆性更为显著，这里冬季漫长（10月至翌年4月），在海拔3600米左右，1月平均气温-17.8℃，绝对最低气温-50℃，布仑戈尔1953年曾低达-53.3℃，7月平均气温13.9℃，最高不超过20℃，背阴处气温明显低于向阳处，且分布有永冻的盐化土。东帕米尔因有高山阻挡西来的湿润气流，年降水量仅75～100毫米，在喀拉湖盆地更少至30毫米。西帕米尔多东西向并行山脉，山高谷深，气候的垂直变化很大。来自大西洋的湿润气团遇到山脉的阻挡，沿坡上升而冷却，在2000～3000米以上的地带，凝成浓雾，并有大量降水，高山的迎风坡年降水量可达1000毫米，而谷地仅100～200毫米。在海拔2100米处 1月平均气温-7.4℃，7月平均气温22.5℃。高原上有广阔的牧场，在塔什库尔干河谷地，宜农宜牧，可种青稞、小麦等多种作物，高原上居民90%以上是塔吉克人。

## 歷史
西漢時期，中原開始與內亞通商，商人沿絲綢之路往來中亞各國，必須穿越帕米爾高原。这里被認為是歷史上西域和中亞的分界嶺，有天山、崑崙山、喀喇崑崙山、興都庫什山等交會，漢代又叫蔥嶺。
唐朝玄奘在《大唐西域记》里称之为“波谜罗”：“国境东北，逾山越谷，经危履险，行七百余里，至波谜罗川。东西千余里，南北百余里，狭隘之处不逾十里。据两雪山间，故寒风凄劲，春夏飞雪，昼夜飘风。地碱卤，多砾石，播植不滋，草木稀少，遂致空荒，绝无人止。波谜罗川中有大龙池，东西三百余里，南北五十余里，据大葱岭内，当赡部洲中，其地最高也。水乃澄清皎镜，莫测其深，色带青黑，味甚甘美。潜居则鲛、螭、鱼、龙、鼋、鼍、龟、鳖，浮游乃鸳鸯、鸿雁、驾鹅、鹔、鸨。诸鸟大卵，遗荒野，或草泽间，或沙渚上。池西派一大流，西至达摩悉铁帝国东界，与缚刍河合而西流，故此已右，水皆西流。池东派一大流，东北至佉沙国西界，与徙多河合而东流，故此已左，水皆东流。”
1890年間，由於俄國亟欲染指清代新疆、英國對西藏有野心，因此兩國簽定英俄協定，大致以興都庫什山為界，由英國取得瓦罕帕米爾，俄國取得北部。
中華民國成立以後，在帕米爾高原始終無法有效統治。但中華民國政府始終將帕米爾高原西邊的噴赤河視為是中國的極西點。在1960年代中華人民共和國與阿富汗簽訂邊界條約，正式承認放棄瓦罕帕米爾。
2002年5月塔吉克总统访问中国，同意把靠近帕米尔地区存在争议的28,000平方公里土地中的3.5%共大约1158平方公里的领土交给中国，从而结束了边界争议。 根据边界条约的十三个界点约定，中方丧失了大部分的争议领土（目前为塔吉克斯坦的山地巴达赫尚自治州大部分面积）。塔吉克国外交部部長札里非（Khamrokon Zarifi）認為，這是塔吉克斯坦的一大勝利，因為中國原本聲稱擁有的領土範圍，多達2萬8千平方公里。
| 名称             | 地点                                            |
| ---------------- | ----------------------------------------------- |
| 红其拉甫边防连   | 36°56′00″N 75°33′16″E / 36.933333°N 75.554444°E |
| 红其拉甫前哨     | 36°51′00″N 75°25′40″E / 36.85°N 75.427778°E     |
| 克克吐鲁克边防连 | 37°09′25″N 74°39′32″E / 37.157°N 74.658889°E    |
| 科西拜勒前哨     | 37°06′41″N 74°40′31″E / 37.111389°N 74.675278°E |
| 托克满苏边防连   | 37°09′39″N 74°49′11″E / 37.160722°N 74.819722°E |
| 明铁盖边防连     | 37°07′22″N 75°01′00″E / 37.122778°N 75.016667°E |
| 卡拉其古边防连   | 37°12′36″N 75°22′34″E / 37.21°N 75.376°E        |
| 卡拉苏口岸       | 38°11′38″N 74°55′28″E / 38.193889°N 74.924444°E |
| 卡拉苏前哨       | 38°09′03″N 74°48′21″E / 38.150833°N 74.805833°E |
| 斯姆哈纳边防连   | 39°41′46″N 73°55′31″E / 39.696111°N 73.925278°E |
| 吐尔尕特口岸     | 40°30′46″N 75°23′22″E / 40.512778°N 75.389444°E |
| 迈丹边防连       | 40°11′N 76°02′E / 40.19°N 76.03°E               |
| 库鲁木都克边防连 | 40°20′00″N 76°23′50″E / 40.333333°N 76.397222°E |

|  |